# Frances Dana Barker Gage
Frances Dana Barker Gage   (Marietta, 12 d'octubre de 1808 - Greenwich, 10 de novembre de 1884) fou una destacada reformista, feminista i abolicionista estatunidenca. Treballà molt unida amb Susan B. Anthony i Elizabeth Cady Stanton, juntament amb altres dirigents dels primers moviments pels drets de les dones als Estats Units. Fou una de les primeres a defensar el dret al vot de tots els ciutadans sense distinció d'ètnia o sexe, i fou una defensora de la concessió de la franquícia a les dones afroamericanes recentment alliberades durant la Reconstrucció, juntament amb els homes afroamericans que havien estat esclaus.

## Biografia
Frances Dana Barker nasqué prop de Marietta (Ohio), el 12 d'octubre del 1808, filla de la grangera Elizabeth Dana (1771-1835) i del coronel Joseph Barker (1765-1843); la casa de la seua família encara existeix i es considera un lloc històric. Frances fou la desena d'onze fills. El 1788 els Barker deixaren Nou Hampshire i creuaren les muntanyes Allegheny amb Rufus Putnam, i foren dels primers colons del territori del Nord-oest dels Estats Units. L'1 de gener del 1829 es casà amb James L. Gage (1800-1863), un advocat abolicionista de McConnelsville (Ohio). Era universalista, amic de l'evangelista Stephen R. Smith. Els predicadors universalistes viatgers, com George Rogers i Nathaniel Stacy, es quedaven sovint a la casa de Gage.

## Carrera

### Activisme
Barker va escriure que la seua lluita pel sufragi femení començà quan tenia deu anys, el 1818. Ajudava el seu pare a fer barrils i ho feia tan bé que son pare elogià el seu treball, però després lamentà el seu «accident de sexe». Barker considerà l'incident com un punt d'inflexió per a ella, perquè palesava l'odi a les limitacions del sexe i establia les bases per al seu posterior activisme.
Començà el seu activisme al 1848. Al 1850, va realitzar una convenció a McConnelsville (Ohio), a la qual assistiren 70 persones. En la convenció manifestà que l'ètnia i el sexe havien d'eliminar-se dels requisits per a la ciutadania estatal i dels drets de vot en la constitució d'Ohio, però no hi va tenir èxit.
Fou una activista del Moviment per la Temprança contra l'esclavitud i pels drets de les dones, i al 1851 presidí una convenció sobre els drets de les dones a Akron (Ohio), en què el seu discurs d'obertura per a presentar Sojourner Truth cridà molt l'atenció. Al 1863, Barker publicà el seu record del discurs, Que no soc una dona?. La versió de Barker difereix prou dels relats del 1851, i allarga el discurs de Truth, afegint la tan repetida tornada «Que no soc una dona?», com una imitació del «trobador» dels esclaus del sud. Malgrat la seua dubtosa historicitat i els seus matisos racistes, la seua versió s'ha convertit en el text estàndard d'aquest famós discurs.
El 1853 es traslladà a San Luis (Missouri), on sovint l'amenaçaren amb violència per les seues opinions antiesclavistes. Sis mesos després, fou elegida presidenta de la Convenció Nacional dels Drets de les Dones a Cleveland. El 1857 visità Cuba, Santo Tomás i Santo Domingo, i tornà per a escriure i fer conferències. El radicalisme de Gage tenia poca eixida en un estat esclavista com Missouri. Ella i la seua família es van mudar a Columbus (Ohio), el 1860. La salut de James s'anava deteriorant i la família havia sobreviscut a tres misteriosos incendis, segurament provocats pels punts de vista abolicionistes de Frances.
El 1860, Gage esdevingué editora del Departament de Dames del Cultivador d'Ohio, i hi advocà pel feminisme i l'abolicionisme. També per una llei d'Ohio perquè les dones casades tinguessen els mateixos drets de propietat que els homes, però no hi tingué èxit.
Quan començà la Guerra de Secessió treballà per a la Comissió Sanitària de l'Oest; viatjà pel riu Mississipi per a ajudar als ferits a Vicksburg, Natchez (Mississipi) i Memphis. Del 1863 al 1864 fou superintendent, sota el general Rufus Saxton, a càrrec de la Marine Corps Recruit Depot Parris Island, a Carolina del Sud, un refugi per a més de 500 esclaus alliberats. Mentre era allí, es feu amiga de la infermera Clara Barton, que treballava a prop. Gage entrà en l'Associació Americana d'Igualtat de Drets al 1863 com a escriptora a sou.

## Publicacions
Frances escrigué amb el pseudònim d'«Aunt Fanny». Publicà "Fanny at School", Fanny's Birthday, i Fanny's Journey. Escrigué per a The Ohio Cultivator i altres revistes; es retratà a ella mateixa com una persona càlida i domèstica que oferia orientació a les mestresses de casa aïllades d'Ohio. Escrigué assaig, cartes, poesia i novel·les. Col·laborà amb Western Literary Magazine, Independent de Nueva York, Missouri Democrat, The Ladies Repository de Cincinnati, Field Notes i The National Anti-Slavery Standard. Fou de les primeres col·laboradores del Saturday Review, i publicà Poems (1867); Elsie Magoon, or the Old Still-House in the Hollow: A Tale of the Past: A Tale of the Past (1872); Steps Upward (1873); i Gertie's Sacrifice, or Glimpses of Two Lives (1869). A Hundred Years Hence fou un himne compost per Frances i cantat per primera volta el 1875.

## Vida personal
Frances es casà amb James L. Gage el dia d'Any Nou del 1829. Al llarg dels seus 35 anys de matrimoni, James recolzà el compromís de Frances. Van criar vuit fills. Quatre dels seus fills lluitaren per a l'Exèrcit de la Unió durant la Guerra Civil americana. El 1863, James Gage va emmalaltir greument i va morir a Columbus (Ohio). L'enterraren al cementeri Woodland, McHenry (Illinois). Frances va sofrir un vessament cerebral al 1867. Va morir a Greenwich (Connecticut) el 10 de novembre del 1884.